# Rose Hobart
Rose Hobart, född 1 maj 1906 i New York, död 29 augusti 2000 i Woodland Hills, Kalifornien, var en amerikansk skådespelare. Hobart medverkade i över 40 Hollywoodfilmer åren 1930-1949. Filmkarriären avbröts sedan Hobart som varit fackligt aktiv i förhör med HUAC vägrade samarbeta. Hon svartlistades då som kommunistsympatisör och kunde endast arbeta som scenskådespelare på 1950-talet. Hon avslutade karriären 1971, efter några år som TV-skådespelare. Hon hade bland annat en återkommande biroll i TV-serien Peyton Place på 1960-talet.

## Filmografi, urval
- 1930 – En kvinna kapitulerar
- 1931 – Dr. Jekyll and Mr. Hyde
- 1939 – Den blodiga borgen
- 1941 – Lätt på foten
- 1941 – Sanningen - och inget annat!
- 1941 – Ziegfeldflickan
- 1942 – Det stora tavelskojet
- 1945 – Konflikt
- 1947 – De drogo västerut
- 1947 – Katrin gör karriär
- 1947 – Trassel med fruntimmer